# Esther Rolle

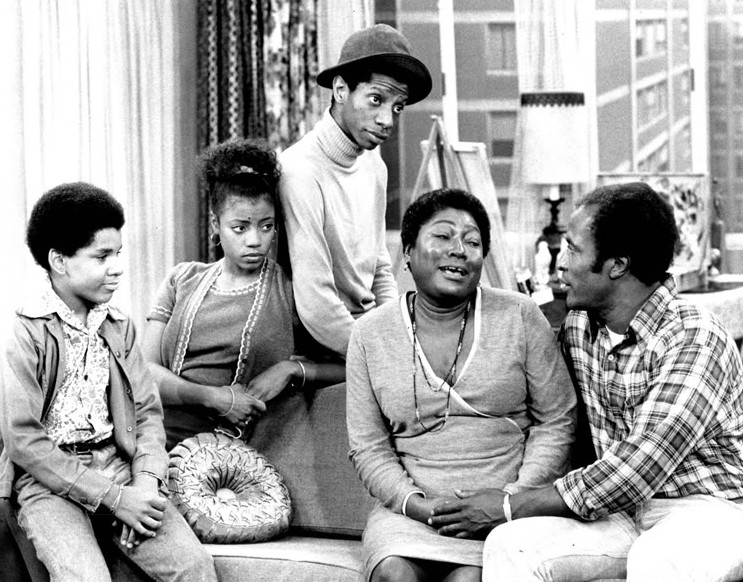
Fotografía de la familia Evans, de la serie televisiva Good Times. De izquierda a derecha: Ralph Carter (Michael Evans), BernNadette Stanis (Thelma Evans), Jimmie Walker (J. J. Evans), Esther Rolle (Florida Evans) y John Amos (James Evans).

Esther Rolle (Pompano Beach, 8 de noviembre de 1920 - Culver City, 17 de noviembre de 1998) fue una actriz estadounidense conocida por su papel de Florida Evans en la comedia de situación Maude (de la cadena de televisión CBS) y su derivada Good Times.

## Primeros años
Esther Rolle era hija de los inmigrantes bahameños Jonathan Rolle (agricultor) y Elizabeth Rolle. Esther fue la décima de 18 hijos (entre ellos se cuentan las hermanas actrices Estelle Evans y Rosanna Carter).
Rolle comenzó la escuela secundaria en la Booker T. Washington High School (en Miami) y la terminó en la Blanche Ely High School (en Pompano Beach). Empezó a estudiar en el Spelman College (en Atlanta), pero se mudó a la ciudad de Nueva York. Allí asistió consecutivamente al Hunter College, a The New School for Social Research y a la Universidad de Yale. También fue miembro de la hermandad Zeta Phi Beta. Durante muchos años, Rolle trabajó durante el día en una tienda en el centro de Nueva York.

## Carrera

### Danza
Rolle fue miembro del Shogolo Oloba (grupo de danzas de Asadata Dafora), que
más tarde se rebautizó como Federal Theater African Dance Troupe. En 1960 se convirtió en directora de la troupe.

### Teatro
Los primeros papeles de Rolle fueron en los escenarios de Nueva York, debutando en la obra The Blacks (1962). Participó en obras de teatro producidas por Robert Hooks y la Negro Ensemble Company. También apareció en las producciones de The Crucible y de Blues for Mr. Charlie.
El papel más prominente de Rolle en esa época fue como Miss Maybell en la obra Don't Play Us Cheap (1973), de Melvin Van Peebles.
En 1977, Rolle interpretó a Lady Macbeth en una versión haitiana de Orson Welles en el Henry Street New Federal Theater (en Manhattan).

### Televisión
Rolle es más conocida por su papel en televisión como Florida Evans, el personaje que interpretó en dos comedias de 1970. El personaje fue presentado como ama de llaves de Maude Findlay en Maude, y se separó en la segunda temporada de la serie en Good Times, un espectáculo sobre la familia en Florida. Rolle fue nominado en 1975 al Premio Globo de Oro como mejor actriz en una musical o comedia por su papel en Good Times. Rolle tenía diecinueve años más que su marido en la serie, John Amos.
Rolle luchaba por obtener temas y guiones más relevantes, y estaba disconforme con el éxito del personaje J. J.  Evans (representado por el actor Jimmie Walker) que llevó al programa hacia lo que ella creía que era un sentido frívolo. Como resultado, el actor John Amos, que interpretaba el papel de James Evans (el padre de J. J.), abandonó el programa después del final de la tercera temporada. Más tarde, en un enfrentamiento con Norman Lear (el productor de Good Times), Rolle también abandonó el programa cuando terminó la cuarta temporada. La serie continuó sin ella durante la quinta temporada, aunque consiguió traerla de regreso para la sexta y última temporada de la serie.
En 1979 ganó un premio Emmy por su papel en la película para televisión Summer of My German Soldier.
Entre sus papeles de estrella invitada participó en el episodio «Behind the wheel», de la exitosa serie de televisión El Increíble Hulk, donde interpretó a la propietaria de un negocio de taxis.
En los años noventa, Rolle fue invitada sorpresa en el talk-show de RuPaul (en el canal VH-1).
Fue llevada para sorprender a la invitada Beatrice Arthur, quien fue su coprotagonista en Maude. Los dos no se habían visto en años, dijo Bea Arthur, y se abrazaron afectuosamente.

### Música

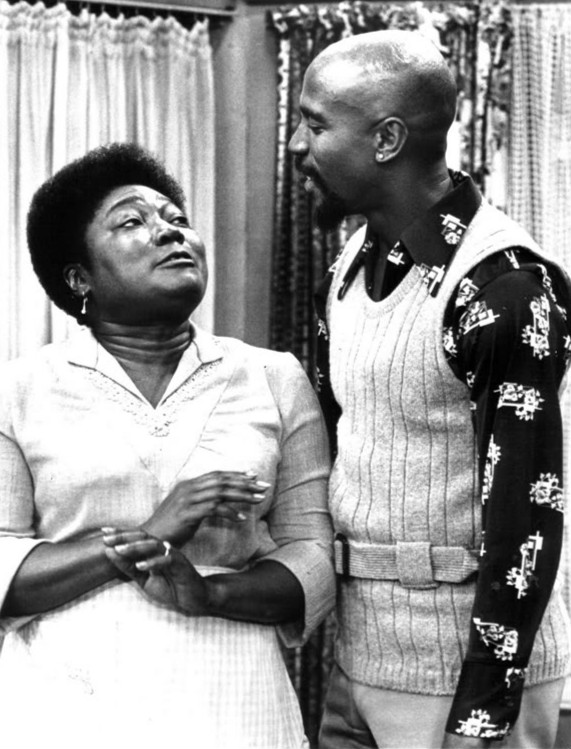
Fotografía de la serie televisiva Good Times (9 de abril de 1976). Esther Rolle con el actor Lou Gossett Jr. (estrella invitada en el papel de Wilbert, hermano del personaje de Rolle).

En 1975, Rolle lanzó un álbum de música llamado The Garden of My Mind.

### Cine
La primera aparición de Rolle en la pantalla fue un pequeño papel sin acreditar en Matar a un ruiseñor (1962), y más tarde apareció en The Learning Tree (1969), de Gordon Parks.
Su hermana, la actriz Estelle Evans, apareció en ambas películas.
Después del final de Good Times, Rolle apareció en varias películas para cine y televisión, incluyendo Driving Miss Daisy y My Fellow Americans. Un papel memorable fue el de la tía Sarah en Rosewood (1997), de John Singleton.
Tuvo un papel importante en Know Why the Caged Bird Sings, basada en las memorias de Maya Angelou.
En 1979 ganó el premio Emmy en la categoría «mejor actriz de reparto en una miniserie o película» por su trabajo en la película para televisión Summer of My German Soldier.
En 1998 filmó su última película, Train Ride, que se estrenó en 2000.

## Vida personal y muerte
El único matrimonio de Rolle, con Oscar Robinson (entre 1955 y 1975), terminó en divorcio, y no tuvo hijos.
Después de residir varios años en Los Ángeles (California), Rolle falleció el 17 de noviembre de 1998 en Culver City (California), debido a complicaciones generadas por la diabetes. Su cuerpo fue trasladado en avión de regreso a su ciudad natal, Pompano Beach (Florida).
Rolle era metodista, y solicitó que su funeral se celebrara en la Iglesia Bethel African Methodist Episcopal. Su familia pidió que en lugar de flores se enviaran donaciones a organizaciones como el capítulo afroestadounidense de la Asociación Estadounidense de la Diabetes, el Bethune-Cookman College (en Daytona Beach), la Black Academy of Arts and Letters (Academia Negra de las Artes y las Letras, en Dallas), el Jenesse Center (en Los Ángeles), y la escuela primaria y secundaria Marcus Garvey (en Los Ángeles).

## Obras selectas

### Cine
| Año       | Título                          | Papel                  | Notas                                                                                                |
| --------- | ------------------------------- | ---------------------- | --- |
| 1964      | Nothing But a Man               | mujer de la iglesia    | |
| 1967      | Up the Down Staircase           | maestra                | sin acreditar                                                                                        |
| 1971      | The Bold Ones: The Senator      | mujer negra            | episodio «A Single Blow of a Sword»                                                                  |
| 1972-1974 | Maude                           | Florida Evans          | 30 episodios                                                                                         |
| 1973      | Cleopatra Jones                 | Mrs. Johnson           | |
| 1974      | Summer of My German Soldier     | Ruth                   | Primetime Emmy Award for Outstanding Supporting Actress in a Miniseries or a Movie                   |
| 1974-1979 | Good Times                      | Florida Evans          | 109 episodios Nominada al premio Golden Globe for best actress - television series musical or comedy |
| 1974      | I Know Why the Caged Bird Sings | Momma                  | película de televisión                                                                               |
| 1981      | Darkroom                        | abuela/anciana         | episodio «Needlepoint»                                                                               |
| 1982      | Flamingo Road                   | Julia                  | 3 episodios                                                                                          |
| 1983      | La isla de la fantasía          | Mamá                   | episodio «Edward/The Extraordinary Miss Jones»                                                       |
| 1984      | Finder of Lost Loves            | Nellie                 | episodio «Goodbye, Sara»                                                                             |
| 1985      | Murder, She Wrote               | Margaret               | episodio «Reflections of the Mind»                                                                   |
| 1987      | P. K. and the Kid               | Mim                    | |
| 1989      | The Mighty Quinn                | Ubu Pearl              | |
| 1989      | Driving Miss Daisy              | Idella                 | |
| 1993      | House of Cards                  | Adelle                 | |
| 1995      | How to Make an American Quilt   | Aunt Pauline           | |
| 1996      | My Fellow Americans             | Rita                   | |
| 1997      | Rosewood                        | Aunt Sarah             | Nominada al premio Image Award for outstanding supporting actress in a motion picture                |
| 1998      | Poltergeist: The Legacy         | abuela Rose            | episodio «La Belle Dame Sans Merci»                                                                  |
| 1998      | Down in the Delta               | Annie Sinclair         | |
| 2000      | Train Ride                      | rectora de estudiantes | estrenada póstumamente                                                                               |

### Teatro
- 1965: Day of Absence.
- 1965: Happy Ending.
- 1965: The Amen Corner.
- 1969: Man Better Man.
- 1970: Akokawe.
- 1971: Ride a Black Horse.

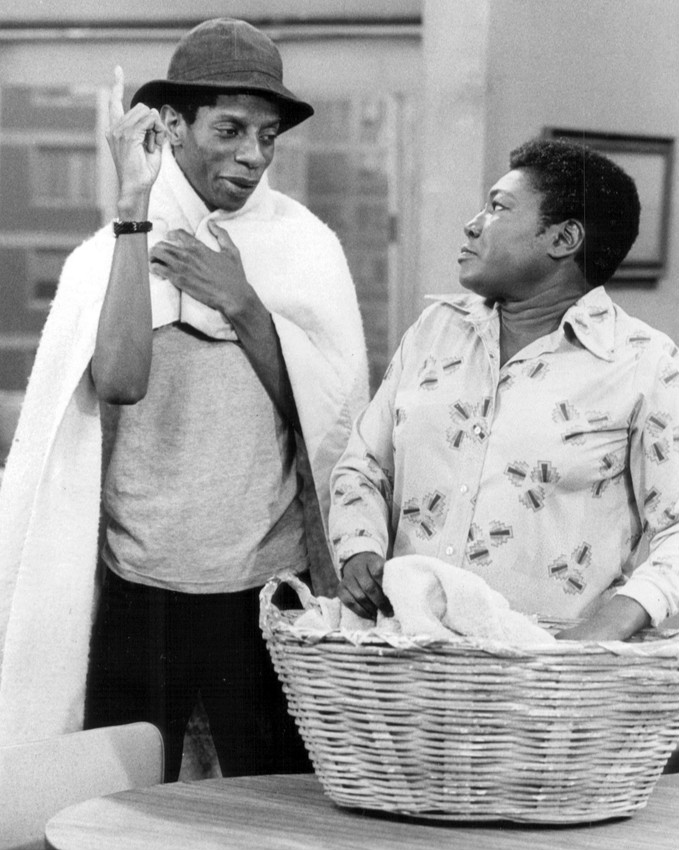
Foto publicitaria (16 de agosto de 1974) de la serie televisiva Good Times. El actor Jimmie Walker (J. J. Evans) con Esther Rolle (Florida Evans).

- 1971: The Dream on Monkey Mountain.
- 1971: Rosalee Pritchett.
- 1972: Don't Play Us Cheap.
- 1972: A Ballet Behind the Bridge.
- 1980: Horowitz and Mrs. Washington.
- 1980: Nevis Mountain Dew.
- 1981: Dame Lorraine.
- 1989: A Raisin in the Sun.
- 1989: Member of the Wedding.